# Athyrma cunesema
Athyrma cunesema là một loài bướm đêm trong họ Erebidae.